# District de Corbigny
Le district de Corbigny est une ancienne division territoriale française du département de la Nièvre de 1790 à 1795.
Il était composé des cantons de Corbigny, Brassy, Cervon, Lorme, Monceaux et Saint Révérien.